# Diocesi di Luni
La diocesi di Luni (in latino Dioecesis Lunensis) è una sede soppressa e sede titolare della Chiesa cattolica. Nei secoli ha subito una complessa vicenda fatta di svariati e sostanziali mutamenti sotto il profilo giuridico, ecclesiale e territoriale.

## Storia
Questa circoscrizione ecclesiastica e sede vescovile, che fin dalla sua origine appartiene sotto ogni aspetto alla Tuscia Annonaria, appare divisa e distinta in due diverse realtà: una toscana propriamente detta, comprendente l'Alta Garfagnana, tutta la Lunigiana, Carrara, Massa e Montignoso, ed una ligure che dalla foce del fiume Magra comprende tutto il displuvio tirrenico dell'Appennino Ligure-Emiliano e Sarzana, che verso il XIV secolo si stacca dalla realtà toscana per gravitare sotto l'influenza ligure.
Le origini del Cristianesimo nella zona non sono facilmente databili, ma si possono far risalire verso gli inizi del III secolo: la presenza dei traffici del porto di Luni, che ruotavano intorno alle locali cave di marmo delle Alpi Apuane, l'avvicendarsi delle guarnigioni militari e la distribuzioni delle terre dell'agro lunense ai veterani favorirono la conoscenza prima, e la diffusione poi, della nuova religione. Nel 275 viene eletto papa Eutichiano che il Liber pontificalis ricorda come natione Tuscus ex patre Marino de civitate Lunae. Per quanto riguarda invece la fondazione, formazione ed organizzazione territoriale è ragionevole supporre che la diocesi si sia formata successivamente, intorno agli inizi del V secolo.
La diocesi di Luni, subito soggetta alla Sede Apostolica, ebbe vastissima estensione: comprendeva le isole della Palmaria, del Tino e del Tinetto, la Capraia e la Gorgona; la valli del Vara, del Magra, del Carrione e del Frigido, l'alta valle del Taro e tutta l'alta Garfagnana, fino al fiume Versilia, dov'era il confine con la diocesi di Lucca; confine con la diocesi di Genova era alla Punta dei Marmi tra Montaretto e Framura.
Con la conquista dell'ora maritima Italorum, in particolare della coste liguri toscane da parte di Rotari, verso la metà del VII secolo il territorio rimase diviso in due parti. L'alta valle del Magra, tutto il suo versante sinistro e quello destro fino a Montignoso erano dominio bizantino e quindi sotto il controllo del vescovo di Luni; l'altra parte, ormai conquistata dai Longobardi, ebbe rapporti incerti con la sede diocesana e a poco a poco venne sempre più a trovarsi nella sfera d'influenza della diocesi di Lucca, giacché Lucca era anche uno dei primi ducati del nuovo regno longobardo.
Sotto il regno di Liutprando tutte le terre rimaste bizantine furono definitivamente conquistate dai longobardi ed i vescovi locali cercarono di ridurre di nuovo sotto la loro piena tutela tutti i territori della diocesi, contrastando la politica espansiva, sia economica e territoriale che religiosa e giurisdizionale, della diocesi di Lucca: infatti la pieve di San Vitale a Massa era al centro di curtes appartenenti ai vescovi lucchesi, come quella di Vezzano, mentre nobili lucchesi dominarono fino al XIII secolo la pieve di San Lorenzo di Monte Libero e le pievi periferiche di Versilia e San Pietro di Castello, inserite nel comitato lucchese, gravitavano su Lucca anche dal punto di vista ecclesiastico.
A questo si affiancava la politica invasiva e disgregatrice dei sovrani longobardi che favorivano la nascita di monasteri indipendenti o cappelle poste sotto l’influenza di complessi monastici esterni (come Bobbio, Leno e Brescia) dotandoli di beni demaniali e rendendoli esenti dall'ordinaria giurisdizione vescovile: con sempre più immunità e privilegi divennero ben presto una sorta di enclave nella diocesi e l'autorità dell'abate o del priore era appena mitigata dalla reverentia dovuta al vescovo locale. Ne sono esempio il monastero di San Michele a Monte dei Bianchi, l’ospitale di San benedetto di Montelungo, il monastero del Tino e il monastero di Brugnato.
Il monastero di Brugnato alla fine divenne sede vescovile  e quello del Tino fondato nell'XI secolo favorì un parziale smembramento della diocesi. Così i vescovi dovettero lottare, per la giurisdizione nella propria diocesi, sia contro i signori laici, sia contro i vescovi confinanti, sia contro le tendenze autonomiste dei vari monasteri e, in un secondo tempo, contro le mene espansionistiche di Genova e di Lucca.
Dal 4 agosto 1975 Luni è annoverata tra le sedi vescovili titolari della Chiesa cattolica; dal 24 febbraio 1990 l'arcivescovo, titolo personale, titolare è Edward Nowak, già segretario della Congregazione delle cause dei santi.

## Cronologia

### La diocesi di Luni
- 465-466 Primo riscontro certo di una comunità cristiana ed una chiesa locale è dato dalla presenza del vescovo Felice ai concili romani indetti da papa Ilario.
- 1040 - 1054: La sede apostolica sottrae alla diocesi le isole della Capraia e della Gorgona, che passano alle diocesi di Populonia e di Pisa. Successivamente papa Leone IX dichiara esente dalla giurisdizione del vescovo locale l'abbazia dell'isola del Tino e le vicine isole della Palmaria e del Tinetto. Queste variazioni si inseriscono nel quadro delle lotte tra Pisa e Genova, tra le due chiese locali e i due rispettivi comuni, già dotate di potenti flotte navali, oltreché dal bisogno di appoggio papale da parte dei due comuni nelle crociate, nella lotta contro i pirati barbareschi e per la difesa di Corsica e Sardegna vessate dai musulmani.
- 1062: papa Alessandro II con la bolla Iustum videtur conferma l'esenzione decretata da Leone IX riconoscendo il monastero di San Venerio con le tre isole del Tino, della Palmaria e del Tinetto, Deo et Apostolicae Sedi tantum subiectum.
- 1133: papa Innocenzo II con la bolla Iustus Dominus eleva Genova a sede metropolitana, le affida l'abbazia di San Venerio al Tino e crea la diocesi di Brugnato, smembrando il territorio della diocesi lunense e di quella genovese, di cui la nuova sede è suffraganea.
- 1148: il vescovo Gottifredo II ottiene da papa Eugenio III con la bolla In Eminenti la conferma del territorio diocesano con l'elenco ufficiale delle pievi e la menzione di alcune cappelle, oggetto di contestazioni giuridiche: si stabilisce il territorio della diocesi frenando tendenze secessionistiche di cappelle periferiche e mire espansionistiche genovesi. Spacciando come pieve la chiesa di San Venerio in Antoniano, che apparteneva all'abbazia del Tino, il vescovo riesce ad inserirla nella normale organizzazione diocesana e recuperarla per sempre.
- 1151: Gottifredo II ex licentia domini Pape Eugenii cede dono, trado atque committo in perpetuum la chiesa plebana di Sant'Andrea a Carrara con tutte le sue dipendenze ai canonici della chiesa di San Frediano a Lucca, futuri canonici lateranensi, che così esercitano nella chiesa carrarese un ministero meramente plebano.
- 1162: papa Alessandro III conferma tutte le esenzioni all'abbazia del Tino e trasferisce all'arcivescovo di Genova la giurisdizione sulle chiese ed il territorio di Portovenere: Ecclesias in castro et suburbio Portus Veneris a jurisditione episcopi eximentes tibi... concedimus. Questi frazionamenti mostrano le ricorrenti mire espansionistiche di Genova sulla parte occidentale della diocesi lunense.
- 1183: L'imperatore Federico I Barbarossa il 30 giugno conferma al vescovo Pietro comitatum lunensem cum omni integritate honoris sui, riconoscendo ufficialmente quel titolo di conte che il vescovo si attribuiva da tre anni, benché esercitasse poteri comitali da almeno due secoli, come testimonia il Liber Jurium della Chiesa lunense, dove sono annotati gli atti della potestà, episcopale e comitale, dal 900 al 1297.
- 1187: papa Gregorio VIII, di passaggio in Val di Magra, constata il disastroso stato della città di Luni e consente al vescovo Pietro di trasferirsi in sede più idonea: la città era spoglia di popolo, abbondante di rovine, semiallagata da acque stagnanti, infestata di insetti ed erbe palustri.
- 1201: il vescovo Gualtiero II ed i suoi canonici communi concordia decidono di trasferire la cattedrale a Sarzana cum auctoritate domini Innocentii Pape tercii pro communi utilitate tocius cleri et populi episcopatus poiché nec ulla spes de eius reedificatione remansit
- 1204: papa Innocenzo III ratifica la traslazione della sede a Sarzana, ad locum populosum considerando come Luni così divori e consumi i suoi abitatori che pochi o nessuno più vi dimora, né vi è più un popolo che conservi e difenda i diritti e le libertà della Chiesa.
- 1432: papa Eugenio IV assegna l'abbazia del Tino con tutte le sue pertinenze ai monaci benedettini olivetani e vi aggiunge l'eremo e la cappella di Santa Maria delle Grazie a Varignano, di pertinenza del vescovo di Luni.
- 1447: Secondo tradizione, per volontà di papa Niccolò V, sarzanese di nascita, la diocesi assume la denominazione di Luni-Sarzana.

### La diocesi di Luni-Sarzana
- 1465: papa Paolo II con la bolla Romanus Pontifex del 21 luglio constata l'impossibilità di una sua rinascita riconosce definitivo ed irreversibile il trasferimento della sede a Sarzana ed assegna ufficialmente alla diocesi denominazione e titolo di Luni-Sarzana.
- 1770: dopo la sentenza della Sacra Romana Rota di due anni prima, con cui si affermava l'incondizionata e piena giurisdizione della diocesi su Carrara e sui territori dipendenti, papa Clemente XIV, con breve apostolico, decreta la rescissione del contratto del 1151 di Goffredo II in favore dei canonici lucchesi, reintegrando Carrara e tutte le sue chiese e pertinenze ecclesiastiche nella piena diretta ed immediata dipendenza vescovile. Il vescovo Giulio Cesare Lomellini rende operativa la direttiva allontanando dal Duomo di Carrara i Canonici Lateranensi.
- 1787: papa Pio VI con la bolla In Suprema Beati Petri Cathedra erige la diocesi di Pontremoli togliendo a quella di Luni-Sarzana 122 parrocchie della media ed alta Lunigiana e della Versilia soggette politicamente al granducato di Toscana.

### La diocesi di Luni-Sarzana e Brugnato
- 1820: papa Pio VII con la bolla Sollicita, quam pro apostolici unisce aeque principaliter la diocesi di Brugnato a quella di Luni-Sarzana, pur restando la prima suffraganea della sede metropolitana di Genova e la seconda soggetta alla Santa Sede.
- 1822: papa Pio VII con la bolla Singularis Romanorum Pontificum erige la diocesi di Massa sottraendo a quella di Luni-Sarzana 112 parrocchie: 15 sono site nel ducato di Massa, 12 nel principato di Carrara, 28 nella Garfagnana lunense, 56 nelle province estensi della Lunigiana e una nel ducato di Lucca.
- 1854: papa Pio IX assegna alla diocesi di Massa nove parrocchie togliendone sette da quella di Luni-Sarzana e due da quella di Brugnato.
- 1855: papa Pio IX assegna alla diocesi di Pontremoli cinque parrocchie togliendone tre da quella di Luni-Sarzana e due da quella di Brugnato.
- 1927: papa Pio XI con la costituzione Romani Pontifices dichiara la diocesi di Luni-Sarzana suffraganea dell'arcidiocesi di Genova.

### La diocesi di Luni, ossia La Spezia, Sarzana e Brugnato
- 1929: papa Pio XI con la bolla Universi Dominici gregis cura erige la diocesi di Luni, ossia La Spezia, formata dalla quasi totalità del territorio comunale spezzino e smembrando la diocesi di Luni-Sarzana, che muta nome in diocesi di Sarzana. Questa, assieme a quella di Brugnato viene aeque principaliter a quella di nuova creazione, dichiarata suffraganea di Genova. La curia vescovile unica è alla Spezia, dove viene fissata la residenza del vescovo.
- 1949: papa Pio XII tramite minimi aggiustamenti rende i confini della diocesi di Luni, ossia La Spezia, perfettamente aderenti ai confini comunali.
- 1955: papa Pio XII aggrega alla diocesi di Luni, ossia La Spezia, due parrocchie della diocesi di Pontremoli.
- 1959: papa Giovanni XXIII attua una rilevante rettifica dei confini delle diocesi: quella di Luni, ossia La Spezia, cede due parrocchie alla diocesi di Apuania e ne acquista trenta dalla diocesi di Chiavari mentre la diocesi di Brugnato ne cede diciassette a Chiavari e ne ottiene dodici da Apuania e una da Chiavari: in questo modo la giurisdizione delle tre diocesi di Luni, ossia La Spezia, Sarzana e Brugnato coincidono con i confini della provincia della Spezia.
- 1975: papa Paolo VI il 4 agosto istituisce Luni come sede titolare e stabilisce che la Diocesi, formata da tre ambiti diocesani, assuma nome di Diocesi della Spezia, Sarzana e Brugnato.
- 1986: in seguito all'aggiornamento e alla revisione delle diocesi italiane, con decreto della Congregazione per i Vescovi viene stabilita la plena unione delle tre diocesi di La Spezia, di Sarzana e di Brugnato, e la nuova circoscrizione ecclesiastica assume il nome di "diocesi della Spezia-Sarzana-Brugnato", senza ulteriori modifiche dei confini territoriali.

## L'organizzazione plebana
Analogamente ad altre diocesi dell'Italia settentrionale, la diocesi di Luni aveva il suo perno in svariate chiese battesimali che dal IX secolo prenderanno il nome di pieve. All'interno di ogni circoscrizione plebana esistevano poi svariate cappelle dipendenti o da privati, o dalla pieve stessa, o dal capitolo della cattedrale o dal vescovo o da un monastero extra diocesi. Nel XII secolo delle bolle pontificie fissano il numero delle pievi, abbastanza oscillante in precedenza; alle pievi vanno aggiunte la cattedrale di Luni o plebs civitatis (che non compare nell'elenco perché esso tratta delle pievi alle sue dipendenze) e l'abbazia di San Caprasio di Aulla, che divenne pieve pochi anni dopo. Molte di queste col tempo sono scomparse, demolite, ridotte a semplici parrocchie o sostituite da altre.
Per il loro elenco si è soliti rifarsi alle bolle di Eugenio III, Anastasio IV e Innocenzo III, in cui sono nominate muovendosi da sud a nord e da ovest ad est.
- Cattedrale di Santa Maria: costruita nel V secolo, nominata la prima volta nell'879; abbandonata nel XII secolo. Esistono solo i resti, all'interno del sito archeologico della città antica.
- Pieve di Santo Stefano di Versilia: nominata la prima volta nell'881. Esistente
- Pieve di San Vito di Castello Aghinolfi: nominata la prima volta nel 752. In rovina nel 1714, rasa al suolo per ordine di Paolina Bonaparte nel 1808
- Pieve di San Pietro a Massa: nominata la prima volta nel 986. Rasa al suolo per ordine di Elisa Baciocchi Bonaparte nel 1807.
- Pieve di San Vitale: nominata la prima volta nel 986, restaurata nel XVIII secolo. Esistente
- Pieve di San Lorenzo di Monte Libero: nominata la prima volta nel 1148, abbandonata alla fine del XV secolo, nel 1820 se ne vedevano ancora dei ruderi. Non più esistente.
- Pieve di Carrara: nominata la prima volta nel 963. Esistente.
- Pieve di Santa Maria di Sarzana: nominata la prima volta nel 1128, cattedrale dal 1204. Esistente.
- Pieve di Sant'Andrea di Sarzana: nominata la prima volta nel 1128. Esistente.
- Pieve di Santo Stefano di Cerreto: nominata la prima volta nel 981. Pericolante, fu rasa al suolo e ricostruita nel 1749. Esistente.
- Pieve di Ameglia: nominata la prima volta nel 963. Esistente.
- Pieve di Trebiano: nominata la prima volta nel 963, ricostruita nel XVI secolo. Esistente
- Pieve di Arcola: nominata la prima volta nel 1050. Esistente.
- Pieve di San Venerio: nominata la prima volta nel 1084. Esistente.
- Pieve di Vezzano: nominata la prima volta nel 1148, già chiusa al culto nel 1548. Sconsacrata ed inglobata in abitazioni rurali, fienili e stalle.
- Pieve di Marinasco: nominata la prima volta nel 950. Esistente.
- Pieve di Ceula: nominata la prima volta nel 1268, ristrutturata nel XVIII secolo. Esistente.
- Pieve di Roggiano: nominata la prima volta nel 1105, rifatta nel 1718. Esistente.
- Pieve di Cornia: nominata la prima volta nel 1148, ricostruita nel 1575 e nel 1617. Esistente.
- Pieve di Santa Maria Assunta: nominata la prima volta nel 1148, rifatta nel 1339. Esistente.
- Pieve di Sant'Andrea di Castello: nominata la prima volta nel 963, ridotta ad oratorio nel XVII secolo. Esistente.
- Pieve di Bolano: nominata la prima volta nel 1148. Esistente.
- Pieve di San Pietro di Castello: nominata la prima volta nel 798. Demolita nel XVI secolo.
- Pieve di San Lorenzo: nominata la prima volta nel 1148. Esistente.
- Pieve di Offiano: nominata la prima volta nel 1066. Esistente.
- Pieve di San Cipriano di Codiponte: nominata la prima volta nel 793. Esistente
- Pieve di Viano: nominata la prima volta nel 1140. Esistente.
- Pieve di Soliera: nominata la prima volta nel 998, demolita nel 1950 e ricostruita nel 1958.
- Pieve di San Paolo: nominata la prima volta nel 1148. Esistente.
- Pieve di Crespiano: nominata la prima volta nel 1148. Esistente.
- Pieve di Venelia: nominata la prima volta nel 998, rifatta nel XVIII secolo. Esistente.
- Pieve di Bagnone: nominata la prima volta nel 981. Esistente.
- Pieve di Vico: nominata la prima volta nel 998. Esistente.
- Pieve di Sorano: nominata la prima volta nel 1148, nel XVIII secolo era ridotta a rudere privo di tetto e cappella cimiteriale. Restaurata e reintegrata nel 2002.
- Pieve di San Cassiano di Urceola: nominata la prima volta nel 998. Esistente.
- Pieve di Vignola: nominata la prima volta nel 1148. Esistente.
- Monastero di Aulla: fondato nell'884, nel XIII secolo assunse funzioni e diritti plebani. Parzialmente distrutto durante la seconda guerra mondiale.

Delle 36 pievi (Monastero di Aulla escluso) diciotto appartengono oggi alla diocesi di Massa Carrara-Pontremoli - le pievi di San Pietro di Castello e di San Lorenzo vi appartennero fino al 1992-; una, Santo Stefano di Versilia, è dal 1798 della diocesi di Pisa e le restanti fanno parte della Diocesi della Spezia, Sarzana e Brugnato. Un terzo di esse, ben tredici, si susseguono in uno spazio di circa trenta chilometri lungo la fascia costiera a sud della Spezia: conseguenza diretta dell'accentrarsi della popolazione intorno a Luni e lungo le principali strade dell'epoca, via Francigena e via Aurelia.

## La divisione inquarteria
Nel XIV secolo ci fu un tentativo di riorganizzare il territorio diocesaneo (presente nel primo degli Estimi del 1470-1471) in seguito al frantumarsi politico della regione, divisa nei secoli tra la repubblica di Lucca, la repubblica di Firenze, la repubblica di Genova, il ducato di Milano, il ducato di Ferrara, il ducato di Massa, con Sarzana sotto i Fiorentini, un'infinità di munuscoli marchesati, governati dai rami della famiglia Malaspina. I vari signori e governatori locali non gradivano ingerenze esterne e costretti a tollerare (poco, tra l'altro) un vescovo suddito di Firenze, certo non volevano dipendere da un pievano che non risiedesse nei loro territori, giacché era impensabile che ognuno di questi diventasse diocesi autonoma: neppure i Cybo-Malaspina riuscirono nell'intento, pur governando uno stato tutto sommato florido ed esteso, rispetto agli altri marchesati locali.
Per questo motivo il territorio diocesano venne diviso in dieci quarteria, tenendo conto delle posizioni geografiche e delle condizioni politiche:
1. Quarterium di Pontremoli e Mulazzo: comprendeva i territori di Pontremoli e Zeri, che facevano parte delle pievi di Saliceto e di Vignola, il territorio di Mulazzo sotto la pieve di Sorano e le rimanenti zone della pieve di Vignola al di là degli Appennini.
2. Quarterium del Terziere: comprendeva le pievi di Sorano (tranne la zona di Mulazzo) e di Bagnone, includendo quindi i feudi malaspiniani e i possessi fiorentini a sinistra del Magra.
3. Quarterium di Verrucola: comprendeva la pieve di San Paolo e di Crespiano oltre a molteplici cappelle minori.
4. Quarterium di Aquila e Fosdinovo: comprendeva la pieve di Codiponte, quella di Viano e quella di Soliera oltre a due cappelle a Pallerone e a San Terenzio Bardine: in pratica tutto il territorio dei feudi malaspiniani di Gragnola e Fosdinovo, escluso il centro di quest'ultimo perché la sua cappella dipendendo dal capitolo della cattedrale probabilmente ricadeva nel decimo quarterium.
5. Quarterium di Garfagnana: comprendeva le pievi di San Pietro di castello e di San Lorenzo di Vinacciaria, divise tra gli Estensi di Ferrara e Lucca.
6. Quarterium di Versilia: comprendeva le tre pievi del territorio massese, il cui territorio era all'interno del marchesato di Massa, e le due pievi di San Vito di castello Aghinolfi e di Santo Stefano in Versilia, nello stato lucchese.
7. Quarterium del Leone: raggruppava territori malaspiniani fra Godano e Licciana, cioè i territori delle pievi di Roggiano, Cornia, Vico, la parte a nord del Vara di quella di Sant'Andrea di Castello, quella di Santo Stefano di Cerreto, di Venelia e cappelle minori di altre pievi.
8. Quarterium della Riviera ultra montes: il primo dei due quarteria in cui era divisi i possedimenti genovesi comprendeva i territori della pieve di Ceula e di Marinasco, tra Corniglia e Riomaggiore.
9. Quarterium della Riviera citra montes: il secondo dei due quarteria in cui era divisi i possedimenti genovesi comprendeva i territori rimanenti della pieve di Marinasco (compresa la sede plebana), di Cornia, di Pignone, la parte a sud del Vara di quella di Sant'Andrea di Castello, di Vezzano, San Venerio, Arcola, Ameglia e Trebiano.
10. Quarterium del Capitolo di Sarzana: comprendeva probabilmente i territori già della cattedrale di Luni e delle due pievi di Sarzana, oltre a Fosdinovo.

Poiché la fonte è mutila in alcune parti, i primi tre ed il decimo quarterium sono di difficile descrizione. Oltre a ciò non è possibile stabilire a quali appartenessero i territori delle pievi di Carrara, di Offiano, dei Monasteri di Ceparana (che aveva sostituito la pieve di Bolano) e di Aulla, e ugualmente è impossibile sapere se fossero compresi anche gli enti esenti e quelli dipendenti dalla diocesi di Brugnato, ma ancora inseriti nel territorio della diocesi di Luni, pur essendo probabile che non fossero giuridicamente inclusi in nessuna di queste circoscrizioni territoriali in cui si trovavano dal punto di vista territoriale.

## La divisione in vicariati
Dopo l'inutile tentativo di dividere la Diocesi in quarteria alla fine del XVI secolo, forse sotto il vescovo Giovanni Battista Salvago, si provvide a dividere il territorio in vicariati foranei, cioè in zone politicamente e geograficamente omogenee composte da più parrocchie contigue facenti capo ad un vicario foraneo, secondo il criterio introdotto dal Concilio di Trento. In quegli anni la Diocesi aveva circa 120 000 abitanti suddivisi, in circa 300 parrocchie ed in molteplici piccoli borghi; pochi i centri urbani, e ancor meno quelli che godevano (con tanto di titolo ufficiale) del nome di città: Sarzana dal 1465, La Spezia dal 1506, Fosdinovo nel XVI secolo, Massa dal 1620, e Pontremoli nel 1778. La più popolosa era però Carrara con circa 2000 Anime da Comunione, seguita da Massa, Levanto e Seravezza intorno alle 1500, Sarzana sui 1400 come La Spezia, Pontremoli e Vallecchia circa 1200 e un migliaio Fosdinovo e Lerici.
Nell'elenco seguente si segue la posizione con cui le pievi sono elencate nelle Bolle Pontificie del 1148, 1154 e 1203.
1. Seravezza
Questo vicariato comprendeva il territorio di pertinenza della Pieve di Versilia. Nel 1787 papa Pio VI le attribuiva alla erigenda Diocesi di Pontremoli ma nel 1798 ne distaccava una parte, attribuendola alla Arcidiocesi di Pisa.
Il vicariato era diviso in: Rettoria di Basani, Rettoria di La Cappella, Rettoria di Levigliani, Rettoria di Querceta, Cura di Ruosina, Prioria di Seravezza, Rettoria di Terrinca, Arcipretura di Vallecchia
2. Massa
Questo vicariato comprendeva i territori delle pievi di San Lorenzo di Monte Libero (già scomparsa) tra Massa e Carrara (solo la parte di Massa), di San Vitale al Mirteto, di San Pietro a Massa e di San Vito a Castello Aghinolfi (Montignoso di Lucca). Tutto il territorio apparteneva allo stato cybeo e oggi si trova nel Comune di Massa, eccezion fatta per Montignoso, allora appartenente a Lucca.
Il vicariato era diviso in: Rettoria di Altagnana, di Antona, di Forno (o Rocca Frigida), Collegiata di Massa, Pievania del Mirteto, di Montignoso, Cappellania di Pariana, Cura di Sant'Eustachio.
3. Carrara
Coincideva esattamente con il territorio della pievania di Carrara, allora principato cybeo, oggi Comune di Carrara (comprendente anche parte della scomparsa pieve di San Lorenzo di Monte Libero, oggi Monte Olivero, tra Massa e Carrara).
Il vicariato era diviso in: Rettoria di Avenza, di Bedizzano, Prioria di Carrara, Rettoria di Castelpoggio, di Codena, di Colonnata, di Gragnana, di Miseglia, di Moneta poi Fossola, di Sorgnano, di Torano.
4. Sarzana
Il territorio comprendeva parrocchie appartenenti alle due pievi sarzanesi, alla Cattedrale di Luni, alle pievi di Ameglia, Arcola e Vezzano, tutti facenti parte della Repubblica di Genova, tranne la parrocchia di Fontia, che si trovava nel Principato di Carrara: questa oggi fa parte del Comune di Carrara, mentre le restanti di quella della Spezia.
Il vicariato era diviso in: Pievania di Ameglia, Pieva di Arcola, Arcipretura di Castelnuovo Magra, Rettoria di Falcinello, di Fontia, Propositura di Nicola, Abbazia di Ortonovo, Cattedrale di Sarzana, Prioria di Sarzanello, Arcipretura di Vezzano Alto, Vicaria di Vezzano Basso.
5. Fosdinovo
Questo territorio, comprendente l'alta valle del torrente Bardine e parte di quella del Lucido, era precedentemente diviso tra le pievi di Sarzana, di Viano e di Codiponte. Politicamente era frammentato tra il Granducato di Toscana, il Marchesato di Cortila e Gragnola (allora sotto Fosdinovo, dal 1982 sotto il Comune di Fivizzano), quello di Viano e quello di Fosdinovo, tutti e tre retti dai Malaspina dello Spino Fiorito.
Il vicariato era diviso in: Rettoria di Carignano, di Cecina, di Colla, di Cortila, Propositura di Fosdinovo, rettoria di Giucano, di Marciaso, di Monzone, di Ponzanello, di Posterla, di Pulica, di San Terenzo Monti, di Tendola, di Tenerano, di Viano.
6. Santo Stefano
Questo territorio, precedentemente divio tra le pievi di Santo Stefano di Cerreto, di Bolano e di Sant'Andrea di Castello, era politicamente diviso tra la Repubblica di Genova, il Granducato di Toscana, e il marchesato di Montedivalli, dal 1545 malaspiniano, poi dei Centurione della Steppa (famiglia genovese) e dal 1716 dei Malaspina di Podenzana.
Il vicariato era diviso in: Rettoria di Albiano, Pieve di Bolano, Propositura di Caprigliola, Arcipretura di Montedivalli, Rettoria di Ponzano, Arcipretura di Santo Stefano Magra.
7. Lerici
Il territorio, diviso in nove parrocchie, e precedentemente diviso tra la Pieve di Arcola, di Trebiano e quella di Ameglia, apparteneva alla Repubblica di Genova: oggi è diviso tra il Comune della Spezia, il Comune di Ameglia e il Comune di Arcola e Lerici.
Il vicariato era diviso in: Rettoria di Cerri, Arcipretura di La Serra, Propositura di Lerici, di Montemarcello, Rettoria di Pitelli, Curazia di Pugliola, Rettoria di S. Terenzo al Mare, di Tellaro, Pievania di Trebiano.
8. Beverino
Il territorio, diviso in quattordici parrocchie e anticamente dipendente dalle pievi di Cornia, Pignone, di Sant'Andrea di Castello, di Vezzano o direttamente dal vescovo di Luni apparteneva alla Repubblica di Genova tranne Beverone e Stadomelli, marchesati dei Malaspina dello Spino Secco che dopo il congresso di Vienna andranno al Ducato di Modena.
Il vicariato era diviso in: Arcipretura di Beverino, Rettoria di Beverone, di Borghetto, Arcipretura di Bracelli, Rettoria di Castiglione Vara, di Cavanella Vara, Propositura di Corvara, Rettoria di Padivarma, Arcipretura di Pignone, di Pogliasca, di Polverara, Propositura di Ponzò, Arcipretura di Riccò del Golfo, Prioria di Ripalta, Rettoria di Stadomelli, Prioria di Valdipino
9. La Spezia
Il territorio, diviso in ventidue parrocchie e anticamente dipendente dalle pievi di Marinasco, di Sant'Andrea di Castello, di San Venerio, di Vezzano o direttamente dal vescovo di Luni, apparteneva alla Repubblica di Genova e oggi è tutto compreso nella Provincia della Spezia.
Il vicariato era diviso in: Curazia di Bastremoli, Arcipretura di Biassa, Rettoria di Cadimare, Curazia di Campiglia, Rettoria di Carnea, di Carpena, di Fabiano, di Fezzano, di Follo, di Isola, Abbazia della Spezia, Arcipretura di Marinasco, Prepositura di Marola, Vicaria di Migliarina, Rettoria di Panigaglia, di Pegazzano, di Piana Battolla, di San Benedetto, Curazia di San Venerio, Rettoria di Sorbolo, Arcipretura di Tivegna, Rettoria di Valeriano.
10. Levanto
Il territorio, diviso in nove parrocchie e anticamente dipendente dalla Pieve di Ceula (tranne quella di Levanto, alle dirette dipendenze del vescovo di Luni), apparteneva alla Repubblica di Genova: oggi è diviso tra il Comune di Bonassola ed il Comune di Levanto
Il vicariato era diviso in: Arcipretura di Bonassola, Rettoria di Chiesanuova, di Fontona, di Lavaggiorosso, Propositura di Levanto, Arcipretura di Montale, Rettoria di Montaretto, di Ridarolo, di San Giorgio
11. Sesta
Il territorio, diviso in dodici parrocchie, e precedentemente diviso tra la Pieve di Cornia e quella di Roggiano, apparteneva alla Repubblica di Genova: oggi è diviso tra il Comune di Sesta Godano, il Comune di Varese Ligure e il Comune di Zignano
Il vicariato era diviso in: Rettoria di Antessio, di Chiusola, di Groppo, di Montale, di Pignona, di Rio, di Sasseta, di Scogna, Arcipretura di Sesta, Rettoria di Torpiana, di Valgiuncata, di Zignago.
12. Vernazza
Il territorio, diviso nelle cinque parrocchie che oggi formano le Cinque Terre, e precedentemente appartenente alla Pieve di Marinasco (tranne le parrocchie di Monterosso e Vernazza, direttamente dipendenti dal vescovo) apparteneva alla Repubblica di Genova: oggi è diviso tra il Comune di Vernazza, il Comune di Riomaggiore e il Comune di Monterosso al Mare.
Il vicariato era diviso in: Rettoria di Corniglia, di Manarola, Prepositura di Monterosso, Rettoria di Riomaggiore, Arcipretura di Vernazza.
13. Puglianella
Tutte le parrocchie facevano parte del territorio della Pieve di San Pietro di Castello, sotto la giurisdizione dei Duchi di Ferrara,(poi di Modena). Nel 1822 entrarono nella nuova Diocesi di Massa e nel 1992 nella Arcidiocesi di Lucca: tutte fanno sono comprese nella Provincia di Lucca.
Il vicariato era diviso in: Rettoria di Borsigliana, prioria di Camporgiano, Rettoria di Caprignano, di Casciana, di Cascianella, di Cogna, di Dalli, di Giuncugnano, di Gragnana, di Livignano, di Magliano, di Nicciana e Cortia, di Orzaglia, Pievania di Piazza al Serchio, rettoria di Puglianella, di Roccalaberti, Arcipretura di Roggio, Rettoria di San Donnino, di San Michele, Propositura di San Romano, Rettoria di Sant'Anastasio, Propositura di Sillano, Rettoria di Soraggio, di Vagli di Sopra, di Vagli di Sotto, di Verrucole e Vibbiana, di Vitoio e Casatico
14. Minucciano
Le sue sette parrocchie, già dipendenti dalle pievi di San Lorenzo di Vinacciara e di San Pietro di Castello, appartenevano dal XV secolo alla Repubblica di Lucca (e oggi si trovano nel comune di Minucciano). Passate nel 1822 alla Diocesi di Massa, nel 1992 entrarono a far parte di quella di Lucca
Il vicariato era diviso in: Rettoria di Agliano, Castagnola, Gorfigliano, Minucciano, Pievania di San Lorenzo, Rettoria di Pugliano, di Sermezzana
15. Codiponte
Delle sue diciassette parrocchie, dieci erano nel territorio della pieve di Codiponte (oltre ad un'undicesima, però esente), quattro in quella di Offiano, due in San Lorenzo di Vinacciara. Politicamente facevano parte del Granducato di Toscana tranne Gragnola, sede di un marchesato malaspiniano, e Monte de' Bianchi, malaspiniano prima e granducale poi. Oggi si trovano tutte nella Provincia di Massa Carrara, divise tra i comuni di Casola in Lunigiana e di Fivizzano
Il vicariato era diviso in: Rettoria di Aiola, Alebbio, Argigliano, Casciana Petrosa, Casola, Pievania di Codiponte, Rettoria di Equi, Prepositura di Gragnola, Rettoria di Luscignano, di Monte de' Bianchi, Pievania di Offiano, Rettoria di Regnano, di Reusa, di Terenzano, di Turlago, Arcipretura di Ugliancaldo, Rettoria di Vinca.
16. Fivizzano
Delle sue trentadue parrocchie, due provenivano dal territorio della pieve di Codiponte, quattro da quella di Crespiano, tredici da quella di San Paolo di Vendaso, dodici da Soliera e una, già facente parte della pieve di Soliera, era sotto la giurisdizione del Monastero di Aulla. Tutte le parrocchie facevano parte del Granducato di Toscana, tranne Bigliolo (parte del marchesato di Olivola sotto i Malaspina dello Spino Fiorito) e Pallerone (parte del marchesato di Olivola, autonomo dal 1568 al 1590 e dal 1610 al 1626, poi parte di quello di Olivola). Oggi si trovano tutte nella Provincia di Massa Carrara, divise tra i comuni di Aulla, Comano, Fivizzano.
Il vicariato era diviso in: Rettoria di Agnino, Antigo, Arlia, Bigliolo, Bottignana, Camporaghena, Canneto, Cerignano, Ceserano, Collecchia, Collegnago, Comano, Cotto, Arcipretura di Crespiano, Rettoria di Debicò, Prepositura di Fivizzano, Rettoria di Gassano, di Magliano, di Mommio, di Moncigoli, di Pallerone, di Pieve San Paolo, di Po', di Pognana, di Posara, di Quarazzana, di Sassalbo, Arcipretura di Soliera Apuana, Rettoria di Spicciano, di Torsano, di Turano, di Verrucola.
17. Panicale
Delle sue otto parrocchie, cinque provenivano dal territorio della pieve di Venelia, due da quelle di Crespiano e una da quella di Bagnone: oggi fanno tutte parte della Diocesi di Massa Carrara - Pontremoli e del comune di Licciana Nardi, tranne Deglio che è in quello di Bagnone. Precedentemente, eccetto Varano inglobato negli stati estensi e i granducali Deglio con Apella, queste parrocchie erano frazionati tra i molti marchesati malaspiniani.
Il vicariato era diviso in: Rettoria di Apella, Bastia, Cisigliana, Prepositura di Licciana, Arcipretura di Monti, Rettoria di Panicale, di Pontebosio, di Varano.
18. Aulla
Delle sue nove parrocchie, sette provenivano dal territorio dal Monastero di San Caprasio ad Aulla; Olivola e Rometta dipendevano amministrativamente da San Caprasio ma spiritualibus rispettivamente dalla pieve di Venelia e di Soliera. Politicamente la situazione era intricata: Aulla era un marchesato (dal 1543 al 1706 dei Centurione della Steppa, poi dei Malaspina di Podenzana); Barbarasco faceva parte del marchesato di Tresana (Malaspina dello Spino Secco e poi dei Corsini); Olivola e Podenzana erano due marchesati malaspiniani; Rometta e Terrarossa da marchesato indipendente divenne parte del Granducato, per poi essere infeudato ai Malaspina di Filattiera per poi ritornare al Granducato. Oggi fanno tutte parte della Diocesi di Massa Carrara - Pontremoli e dei comuni di Aulla, Fivizzano, Licciana Nardi, Podenza Tresana.
Il vicariato era diviso in: Abbazia di Aulla, Rettoria di Barbarasco, di Bibola, di Gorasco, di Olivola, di Podenzana, di Rometta, Curazia di Terrarossa, Rettoria di Vecchietto.
19. Bagnone
Delle sue sedici parrocchie, tredici provenivano dal territorio della pieve di Bagnone, due direttamente dal Capitolo della Cattedrale e una direttamente dal vescovo. Politicamente facevano tutte parte del Granducato di Toscana, tranne Villafranca e Virgoletta, due marchesati malaspiniani, e Iera, parte del marchesato di Treschetto. Oggi fanno tutte parte della Diocesi di Massa Carrara - Pontremoli e dei comuni di Bagnone e Villafranca.
Il vicariato era diviso in: Prepositura di Bagnone, Rettoria di Castiglione del Terziere, di Collesino, Curazia di Compione, Rettoria di Corvarola, di Fornoli, di Gabbiana, di Iera, di Lusana, Vicaria Perpetua di Merizzo, Rettoria di Mochignano, di Pastina, Arcipretura di Pieve di Bagnone, Rettoria di Villafranca, di San Nicolò di Villafranca, di Virgoletta.
20. Filattiera
Le sue quattordici parrocchie provenivano tutte dalla giurisdizione della Pieve di Santo Stefano di Sorano a Filattiera. Politicamente la situazione era intricata: cinque erano parte del marchesato di Malgrate (dei Malaspina, poi degli Ariberti di Cremona e poi degli Ariberti - Freganeschi); Treschietto con Vico era un marchesato indipendente, poi del Granducato di Toscana, nel 1743 è devoluto all'Impero, poi assegnato al conte di Nay e alla sua morte nel 1789 ritorna alla Toscana; Biglio dal 1551 era mediceo. Oggi fanno tutte parte della Diocesi di Massa Carrara - Pontremoli e dei comuni di Bagnone, Filattiera e Villafranca.
Il vicariato era diviso in: Rettoria di Biglio, di Cavallana, di Corlaga, arcipretura di Filattiera, Rettoria di Filetto, di Gigliana, di Irola, di Lusignana, di Malgrate, di Mocrone, Prepositura di Orturano, Rettoria di Rocca Sigillina, di Treschietto, di Vico.
21. Mulazzo
Questo vicariato si estendeva su un amplissimo territorio che dalla riva destra del Magra arrivava fino alla Val di Vara. Delle sue ventidue parrocchie, cinque dipendevano direttamente dal Capitolo della Cattedrale, tre dalla Pieve di Saliceto, quattro da quella di Sorano, nove da quella di Vico, e una da quella di Sant'Andrea di Castello; politicamente erano divise tra ben tredici piccoli marchesati indipendenti, dalle vicende complesse e travagliate. Oggi cinque appartengono alla Provincia della Spezia (comuni di Calice al Cornoviglio e di Rocchetta Vara) e alla Diocesi della Spezia - Sarzana - Brugnato); le restanti diciassette a quella di Massa Carrara (comuni di Tresana e di Mulazzo) nella Diocesi di Massa Carrara - Pontremoli.
Il vicariato era diviso in: Rettoria di Bola, di Borseda, di Busatica, di Calice-Castello, Arcipretura di Calice-Santa Maria, Rettoria di Canossa, di Careggia, di Castagnetoli, Arcipretura di Castevoli, Rettoria di Giovagallo, di Groppoli, di Lusuolo, di Madrigano, di Montereggio, Arcipretura di Mulazzo, Rettoria di Novegigola, di Parana, di Pozzo, di Riccò, di Tresana, di Veppo, di Villa Tresana
22. Pontremoli
Questo vicariato si estendeva su un amplissimo territorio che dalla Lunigiana, scavalcando l'Appennino, arriva fino alle zone del parmense. Le quaranta parrocchie avevano avuto per chiese matrici: una il Monastero di San Caprasio ad Aulla, ventiquattro la pieve di Urceola, undici quella di Vignola e quattro quella di Sorano. Politicamente fecero tutte parte del Ducato di Milano: trentasette nel 1647 passarono a Genova e tre anni dopo al Granducato di Toscana; tre passarono al Ducato di Piacenza (eccetto il periodo dal 1581 al 1580, quando fecero parte del Principato di Val di Taro retto dai Landi). Oggi tre sono in Provincia di Parma, comuni di Albareto e di Borgo Val di Taro; le altre sono nella Provincia di Massa e Carrara: trentuno nel Comune di Pontremoli, quattro in quello di Filattiera e due in quello di Zeri.
Il vicariato era diviso in: rettoria di Arbaleto, di Arzelato, di Arzengio, di Baselica, di Braia, di Bratto, di Caprio, di Careola, di Cargalla, di Casalina, di Cavezzana d'Antena, di Cavezzana Gordona, di Ceretoli, di Cervara, di Codolo, di Dobbiana, di Dozzano, di Gravagna, di Grondola, di Guinadi, di San Lorenzo di Guinadi, di Mignegno, Prioria di Montelungo, rettoria di Oppilo, quattro diverse rettorie e una collegiata a Pontremoli, rettoria di Pracchiola, di Rossano, vicaria perpetua di Saliceto, rettoria di San Cristoforo, di Scorcetoli, di Serravalle, di Succisa, di Torrano, di Traverde, di Valdena, arcipretura di Vignola.

### Riepilogo sintetico
Riepilogo del numero di chiese parrocchiali o curaziali, degli oratori, dei conventi maschili e femminili, degli ospedali e di altri luoghi pii (ospedali in giuspatronato e monti di pietà soprattutto) censiti nei ventidue vicariati della diocesi di Luni-Sarzana tra il XVII ed il XVIII secolo.
| n°     | Vicariato     | Chiese parrocchiali | Oratori | Chiese e conv. maschili | Chiese e conv. femminili | Ospedali | Altri luoghi pii |
| ------ | ------------- | ------------------- | ------- | ----------------------- | ------------------------ | -------- | ---------------- |
| 1      | Seravezza     | 8                   | 29      | 1                       |                          | 1        |                  |
| 2      | Massa         | 8                   | 45      | 4                       | 3                        | 1        | 1                |
| 3      | Carrara       | 11                  | 50      | 2                       |                          | 2        |                  |
| 4      | Sarzana       | 11                  | 59      | 6                       | 1                        | 9        | 3                |
| 5      | Fosdinovo     | 15                  | 52      |                         |                          | 5        |                  |
| 6      | Santo Stefano | 6                   | 38      | 1                       |                          | 4        |                  |
| 7      | Lerici        | 9                   | 16      | 2                       |                          | 2        |                  |
| 8      | Beverino      | 16                  | 47      | 1                       |                          | 10       |                  |
| 9      | La Spezia     | 22                  | 91      | 6                       | 1                        | 4        |                  |
| 10     | Levanto       | 9                   | 53      | 5                       | 1                        | 4        |                  |
| 11     | Sesta         | 12                  | 33      |                         |                          |          |                  |
| 12     | Vernazza      | 4                   | 35      | 2                       |                          | 5        |                  |
| 13     | Puglianella   | 27                  | 63      |                         | 1                        | 2        |                  |
| 14     | Minucciano    | 7                   | 16      |                         |                          |          |                  |
| 15     | Codiponte     | 17                  | 40      | 1                       | 2                        |          |                  |
| 16     | Fivizzano     | 32                  | 79      | 4                       | 1                        | 5        | 1                |
| 17     | Panicale      | 8                   | 31      | 1                       |                          | 1        |                  |
| 18     | Aulla         | 9                   | 34      |                         |                          | 1        |                  |
| 19     | Bagnone       | 16                  | 40      | 2                       |                          | 3        |                  |
| 20     | Filattiera    | 14                  | 38      | 1                       |                          | 2        | 1                |
| 21     | Mulazzo       | 22                  | 86      | 1                       |                          | 3        |                  |
| 22     | Pontremoli    | 40                  | 66      | 4                       | 1                        | 6        |                  |
| Totale | 22            | 324                 | 1041    | 44                      | 11                       | 70       | 6                |

## Cronotassi

### Vescovi di Luni (V secolo - 1465)
| n°   | Nome                        | Periodo                                   | Eventi principali durante il suo ministero |
| ---- | --------------------------- | ----------------------------------------- | --- |
| 01   | San Basilio (?)             | V secolo                                  | L'ipotesi che sia il primo vescovo è motivata solo dall'appellativo Ecclesia Basiliana portata almeno dal VII secolo dalla chiesa locale, ma questo vescovo di Luni non risulta da alcun documento, né è vero che la primitiva cattedrale fosse sacra a un san Basilio: era dedicata alla Vergine. |
| 02   | San Solario (?)             | V secolo                                  | Secondo gli Acta Sanctorum Solario sarebbe stato martirizzato presso il porto di Luni nel luogo ove sorgeva una sua chiesa. Dato poco attendibile. |
| (02) | Sant'Euterio                | V secolo                                  | Non se ne ha menzione nelle cronologie tradizionali, l'unica notizia -indiziaria- riguarda un'iscrizione frammentaria probabilmente del quinto secolo, riguardante la depositio Sancti Euther... nella cattedrale di Luni |
| 03   | San Felice                  | seconda metà del V secolo                 | Terzo vescovo di Luni e primo storicamente documentato: partecipò al concilio romano indetto da papa Ilario nel 465. |
| 04   | Vittore                     | prima metà del VI secolo                  | Intervenne ai sinodi indetti da papa Simmaco, nel 501, 503 e 504 |
| (04) | Giusto                      | V secolo                                  | Non se ne hanno menzioni nelle cronologie della diocesi, ma la sua esistenza è legata alla lettera che papa Pelagio I manda ai vescovi della Tuscia Annonaria, nominandoli ma senza indicare le rispettive sedi, circa il proprio presunto tradimento della fede calcedonese e per dichiararli scismatici. Il vescovo Giusto è identificato tramite il titolo sepolcrale -noto nel 1614- collocato dalla cattedrale di Luni nella chiesa di San Pietro ad Avenza: ...Iustus.. q[ui] [gub]erbavit ecclesiam sanctam lunensem annos quin[...] dies... vitae eius annus... c[...]. |
| (04) | Basilio II                  | seconda metà del secolo VI                | Non esistono fonti documentarie ma motivi cronologici inducono a pensare che tra Giusto e Venanzio ci sia stato questo vescovo, che le serie tradizionali ponevano invece successore di Venanzio stesso. |
| 05   | San Venanzio                | 593 - 603 ?                               | Consacrato vescovo a Roma da papa Gregorio Magno, è il vescovo lunense di cui si sa di più nel periodo dell'Alto medioevo: il papa infatti lo nomina in otto lettere, trattanti argomenti della vita pastorale nella diocesi e nei Dialoghi è presentato come viro venerabili Venantio, Lunensi Episcopo. |
| 06   | San Terenzio                | prima metà del VII secolo                 | Venne probabilmente martirizzato mentre cercava di convertire gli ariani dei villaggi tra i monti della Lunigiana. |
| 07   | Lucio                       | terzo quarto decennio del VII secolo      | Citato in un apografo su san Venerio, si dice che ne fu successore prima di Lazzaro e che riportò le spoglie del santo dall'Isola del Tino a una chiesa mirifice posita e non visibile dal mare sulla costa nord orientale del golfo della Spezia. |
| 08   | Lazzaro I                   | quarto-quinto decennio del VII secolo     | Quasi certamente assistette alla conquista di Luni da parte dei Longobardi, dominazione durata centotrenta anni e che cancellò ogni privilegio acquisito alla Chiesa locale. Resta una moneta che fece coniare, forse l'ultima della coniazione episcopale lunense nell'Alto Medioevo. |
| 09   | Tommaso                     | seconda metà del VII secolo               | Partecipò e sottoscrisse gli atti al concilio contro i monoteliti tenuto da papa Martino I nel 649 |
| 10   | Severo                      | ultimi decenni del secolo VII secolo      | Intervenne al concilio romano convocato da papa Agatone in preparazione del terzo concilio di Costantinopoli, sottoscrivendo gli atti così: Severus humilis episcopus Sanctae Ecclesiae Lunensis in hac suggestionem quam pro apostolica nostra fide unanimiter construximus similiter subscripsi. |
| 11   | Leotecario                  | primi decenni dell'VIII secolo            | La tradizione gli attribuisce la traslazione delle spoglie di san Venerio in una chiesa da lui edificata, poi pieve di San Venerio, ma le informazioni su di lui sono vaghe e spesso si sovrappongono a quelle su un certo "Leodgar", che convertì gli ultimi pagani in Lunigiana. Morì nel 753 e fu sepolto a Filattiera. |
| 12   | Felerado                    | sesto e settimo decennio dell'VIII secolo | Partecipò al concilio indetto e presieduto da papa Stefano III nell'anno 769 |
| (13) | Apollinare                  | fine del secolo VIII                      | Gli viene attribuita parte nelle vicende del Volto Santo di Lucca, ma è probabilmente un'interpolazione tarda nella lista dei vescovi lunensi. |
| 13   | Gualcherio                  | 800 ? - 814 ?                             | Resse la diocesi sicuramente sotto Carlo Magno; fu vincitore in una contesa ecclesiastica contro l'abate del monastero di Bobbio, a quanto riporta un diploma del 18 luglio 981 di Ottone II. |
| 14   | Petroaldo                   | 816 ? - 826 ?                             | Citato in una concessione di beni da Jacopo vescovo di Lucca nell'816, riguardante beni siti in loco et finibus Lunense. Dieci anni più tardi intervenne al concilio romano indetto da papa Eugenio II |
| 15   | Teodolasio                  | quinto decennio del secolo IX             | In un documento lucchese dell'867 si cita Fraiperto, esecutore testamentario di Teudilascio (o Teodolasio) vescovo di Luni, già rettore della chiesa di San Donato di Lucca: egli vende al vescovo lucchese Geremia, pro remedio animae suae un prato sito nell'odierno comune di Capannori. |
| 16   | San Ceccardo                | ? - 860                                   | Venne martirizzato dai Vichinghi quando questi espugnarono Luni nell'860. |
| 17   | Gualterio I                 | a. 872 ? - p. 884                         | La sua elezione è quasi sicuramente documentata in una lettera di papa Giovanni VIII dell'872, conservata nel British Museum. Nell'884 consacrò il monastero benedettino di San Caprasio ad Aulla fondato da Adalberto I, marchese di Toscana. |
| 18   | Odelberto                   | settimo - nono decennio del secolo IX     | Probabilmente appartenente agli Obertenghi, compare citato in un placito fiorentino dell'897 e in un diploma di Berengario I del 900 per confermare alla Chiesa lunense beneplaciti e privilegi concessi da Carlo il Grosso e altri sovrani. |
| 19   | Anselmo                     | quinto decennio secolo X                  | Tutte le cronologie tradizionali lo collocano intorno al 941, ma non esistono documenti su di lui. |
| 20   | Adalberto                   | 949 ? - 975 ?                             | Menzionato la prima volta in un documento del gennaio 950 era probabilmente parente del marchese Oberto Obizzo. Nel 963 Ottone I conferma i privilegi concessi dai suoi predecessori alla Chiesa Lunense. Nel 967 partecipò al Concilio di Ravenna firmandosi come Adalbertus sancte Lunensis ecclesie episcopus. |
| 21   | Gottifredo I                | 976 ? - 998                               | Membro della famiglia degli Obertenghi, si scontrò duramente contro il cugino Oberto Opizzo I per rivendicare il diritto vescovile a nominare i titolari delle pievi lunigianesi. |
| 22   | Filippo I                   | 999 - ?                                   | Di lui si sa solo che fu successore di Gottifredo I e che rinunciò all'episcopato in data incerta: nel sinodo di Luni del 1039 si firmò come Philippus episcopus s. |
| 23   | Guido I                     | ? - 1029                                  | Filo-imperiale, fu fedele alleato di Enrico II e di Corrado II da cui ottenne, nel 1027, conferma dei diritti episcopali sul monastero di Brugnato e che accompagnò a Roma quando vi si recò. |
| 24   | Eriberto                    | 1030-1050                                 | Il suo nome appare solo in un documento del 1039 in cui sigla una pace perpetua con i castellani di Trebiano e che si riferisce ad un sinodo diocesano tenuto probabilmente nello stesso anno. |
| 25   | Guido II                    | 1051 - 1085                               | Nella dieta tenuta a Roncaglia nel 1055 davanti all'Imperatore Enrico III il vescovo lunense ottiene terza parte del Castello Aghinolfi prope portam, que dicitur Bertam nei pressi di Montignoso. Nel 1066 ricevette in dono il castello di Regnano sito nel territorio della pieve di Offiano in nome e per conto della Chiesa lunense. |
| 26   | Lazzaro II                  | 1086 - 1094                               | Non esistono documenti o riscontri su questo vescovo, se non la tradizione che assicura molteplici calamità naturali abbiano colpito la diocesi sotto di lui. |
| 27   | Filippo II                  | 1095 - 1118                               | Nel 1095 acquistò o ricevette in dono parte del monte Caprione, promontorio tra la pianura lunense e La Spezia, sul cui territorio sorgevano le pievi di Ameglia, Trebiano ed Arcola. I donanti furono il marchese Folco, figlio di Alberto Azzo II d'Este marchese d'Italia e fondatore della casa D'Este, Alberto Rufo, Oberto Pelavicino e Obizzo Malnepote. L'anno successivo si impegnava con gli uomini del castello di Monteleone presso Marciano a governarli equamente se loro si fossero mantenuti fedeli e leali. |
| 28   | Andrea I                    | 1119 - 1126                               | Mosse guerra per sette anni contro gli Obertenghi che avevano edificato un castello su un poggio del monte Caprione: nel 1124 i consoli lucchesi, chiamati ad arbitrare la controversia, stabilirono che i marchesi Alberto il Malaspina e Guglielmo Francigena figlio di Alberto Rufo avevano torto, riconoscevano la proprietà della Chiesa lunense su metà del poggio, facevano divieto a marchesi di costruire alcunché senza il permesso del vescovo e li obbligavano a demolire quanto costruito. Il 21 luglio 1126 a Roma sottoscrisse la bolla Ad hoc concessa da papa Onorio II all'arcidiocesi di Pisa. |
| 29   | Filippo III                 | 1127 - 1128 ?                             | Non è giunto alcun documento diretto del suo episcopato, così breve probabilmente per il suo stato di salute. Infatti nella Bolla Cum Universa di papa Alessandro III al vescovo lunense Pietro si ricorda che Filippo III, impedito da grave infermità, delegò il vescovo di Parma Bernardo a consacrare l'abbazia di San Caprasio ad Aulla. |
| 30   | Gottifredo II               | 1129 - 1156                               | Fedele esecutore dello spirito della riforma gregoriana, tenne il secondo sinodo della diocesi nel 1137 e ottenne il riconoscimento giuridico dell'ambito della diocesi e del suo ordinamento plebano. |
| 31   | Alberto                     | 1156 - 1160                               | Non esistono su questo vescovo testimonianze dirette, ma è ricordato nel lucchese Codice Pelavicino come Albertus bone memorie. |
| 32   | Andrea II                   | 1160 - 1168                               | la sua esistenza è testimoniata da due documenti del Codice Pelavicino: nel primo è ceduta a lui e ai suoi successori dai signori di Burcione e di Buggiano quodam podium quod dicitur Castellone; nel secondo gli viene chiesto di prendere in affitto tres petias terre aratorie nel territorio di Castelnuovo Magra. |
| 33   | Raimondo                    | 1168 - 1169                               | In un atto del Codice Pelavicino Raimondus D. g. sancte Lun. Ecclesie electus ricevette in donazione il castello di Volpiglione presso Ortonovo dai signori di Buggiano ai quali subito lo cedette in feudo. |
| 34   | Pipino Arrighi da Pisa      | 1169 - 1177                               | Secondo gli Annali Pisani sarebbe stato consacrato nel 1162 da papa Alessandro III che aveva sostato a Portofino mentre si recava a Genova ad incontrare Federico I; ciò contrasta con la cronologia dei vescovi lunensi. Pipino nel 1169 consentì agli abitanti di Sarzana di costruire un borgo lungo il Magra nel luogo detto Asiano, diede nel 1171 al capitolo della cattedrale la tenuta di Marinella e due anni dopo fu severamente ripreso da papa Alessandro III per il sostegno a Federico Barbarossa e per aver cercato di sottrarre Portofino ai Genovesi. L'anno seguente ricevette la sottomissione da parte di Aulla e nel 1176 offrì 32 iugeri di terra presso la pieve di Ameglia ad un monaco perché vi fondasse monasterium in honorem Dei et vivice sancte Crucis et beatissimi Nichodemi confessoris. |
| 35   | Pietro                      | 1178 - 1190                               | Uomo politico di notevole intelligenza riuscì ad essere contemporaneamente gradito al papa e all'imperatore, ottenendo favori, poteri e concessioni per la diocesi. |
| 36   | Rolando                     | 1190 - 1193                               | Venne eletto nel novembre 1190 e confermato dal papa nell'agosto dell'anno successivo. In un atto del 23 febbraio dello stesso anno l'imperatore Enrico VI dichiara di prendere sotto la sua protezione il dilectum ac fidelem nostrum Rolandum ven. lun. ep. e confermava le donazioni fatte da suo padre Federico I al suo predecessore, il vescovo Pietro. |
| 37   | Gualtiero II                | 1193 - 1213                               | Trasferì la sede episcopale da Luni a Sarzana cum auctoritate domini Innocentii Pape tercii, diede una nuova sistemazione alla divisione plebana, cedette Avenza ai Canonici Lateranensi, e si dovette scontrare con i borghesi locali e i signori feudali. Primo vescovo di Luni che, per garantire l'ordine e la civile convivenza nei territori della diocesi promulgò degli statuti. |
| 38   | Marzucco                    | 1213 - 1220                               | Nobile pisano, fu in lotta coi i Sarzanesi, con il comune di Trebiano e con le famiglie degli Adalberti e degli Erberia. Nel 1217 papa Onorio III riconferma a Marzuco lun. ep. eiusque succ[...] in perpetum la giurisdizione sul monastero di San Caprasio ad Aulla. Dopo alcuni anni di lotte e scontri si fece portare a Pisa, dove morì probabilmente ucciso dal canonico di Luni Filippo che per questo venne sospeso a divinis. Marzucco, uomo autoritario e dispotico, si era inimicato il capitolo della cattedrale, anche perché la sua politica di lotta era stata fallimentare, segnando l'inizio del declino dell'importanza politica e feudale della diocesi e dei vescovi-conti. |
| 39   | Noradino                    | 1221 - 1223                               | Poche informazioni su questo vescovo: rinnovò convenzioni stipulate dai suoi predecessori, tra cui quelle inerenti al capitolo della cattedrale. Con Norandino si acuisce il declino temporale della diocesi, dovuto anche ai dissidi tra papato ed impero: Federico II revocò concessioni imperiali, menomando forza, prestigio, finanze e base giuridica del potere temporale dei vescovi-conti di Luni. |
| 40   | Buttafava                   | 1224 - 1226                               | Di origini fosdinovesi. Contrariamente alla politica del suo predecessore Norandino, invece che continuare a difendere strenuamente diritti e castelli, cercò di disfarsene riconoscendo che erano non modicum onerose e che la loro manutenzione era plurimum sumptuosa. Chiese e ottenne da papa Onorio III di essere sollevato dal governo della diocesi. |
| 41   | Guglielmo                   | 1228 - 1272                               | Il suo lunghissimo episcopato è divisibile in tre periodi: dal 1228 al 1241 quando appoggiò la politica papale; dieci anni di prigionia dal 1241 al 1251 nelle carceri imperiali; la restaurazione dell'autorità vescovile dal 1251 al 1272, inficiata solo dall'invadenza di Nicolò Fieschi conte di Lavagna. |
| 42   | Enrico da Fucecchio         | 1273 - 1297                               | Nominato vescovo da papa Gregorio X senza intervento o ratifica dei canonici della cattedrale, si impegnò per restaurare l'antica grandezza episcopale: riordinò lo stato amministrativo e giuridico della diocesi, in modo da poter rivendicare meglio i propri diritti, raccogliendo tutti i documenti utili nel Codice Pelavicino, ottenne, restaurò o ricostruì moltissimi castelli, recuperò antichi introiti, espulse i lucchesi infiltratisi nelle magistrature e tenne a bada i Malaspina e le loro pretese egemoniche. |
| 43   | Antonio Nuvolone da Camilla | 1297 - 1307                               | Incappò nei tradizionali e secolari problemi di ogni vescovo lunense con il capitolo della cattedrale, Sarzana, i Malaspina e la repubblica di Lucca. Solo un forte intervento papale domò i sarzanesi che gli impedirono di esercitare la giurisdizione comitale e solo dopo dieci anni di lotte arrivò a una fragile pace con i Malaspina. |
| 44   | Gherardino Malaspina        | 1312 - 1321                               | Eletto dopo quattro anni di sede vacante, avrebbe dovuto rivendicare e magari recuperare ciò che col tempo era stato peso, ceduto o alienato dalla diocesi. Schieratosi contro Arrigo VII, venne per questo nel febbraio 1313 condannato per fellonia, privato della signoria temporale e messo al bando, causando il pressoché definitivo tramonto del potere dei vescovi-conti lunensi. |
| 45   | Bernabò Malaspina           | 1321 - 1338                               | Tramontato l'astro di Castruccio Castracani si alleò con i Della Scala di Verona, con i Fiorentini e con Luchino Visconti riuscendo a sconfiggere e cacciare i Pisani che avevano occupato Sarzana, Massa ed Avenza, estremo tentativo di recuperare l'antico potere temporale. |
| 46   | Antonio Fieschi             | 1338 - 1343                               | Apparteneva alla nobile famiglia ligure dei Fieschi di Lavagna e sua sorella aveva sposato Luchino Visconti signore di Milano: con il suo aiuto Antonio occupò Pietrasanta, che si era ribellata alla Repubblica di Pisa con l'aiuto del Repubblica di Firenze, alleata proprio del Visconti. Non potendolo battere, i Pisani avvelenarono il vescovo Antonio, che morì a Pietrasanta. Questi in pratica fu l'ultimo vescovo lunense che esercitò un concreto potere temporale sulla sua diocesi: in seguito, per le mutate condizioni politiche, i suoi successori rinunciarono in pratica il potere temporale per concentrarsi su attività di magistero e pastorali, mentre il territorio sotto la loro giurisdizione era lentamente eroso dagli stati vicini.                                                           |
| 47   | Agapito Colonna             | 1344                                      | Papa Clemente VI dopo aver rifiutato la nomina a vescovo di un domenicano locale eletto dal Capitolo della cattedrale, nominò il romano Agapito Colonna, morto quattro mesi dopo la nomina. |
| 48   | Giordano Colonna            | 1344 - 1351                               | In seguito alla morte di Agapito, Clemente VI nominò un altro membro della famiglia romana favorevole al re francese Filippo IV il bello. |
| 49   | Gabriele Malaspina          | 1351 - 1359                               | Nonostante gli onori e i titoli di feudatario che Carlo IV con diploma imperiale gli ripristinò, creandolo inoltre principe del Sacro Romano Impero, constatato il definitivo mutare dei tempi, rinunciò in pratica ad ogni pretesa temporale, dedicandosi con solerzia alla missione di pastore e limitandosi, in campo politico, ad appoggiare i molteplici parenti malaspiniani. |
| 50   | Antonio da Siena            | 1359 - 1363                               | Domenicano senese, studiò la dottrina di San Domenico commentando la Città di Dio: svolse il proprio ministero con pietà, dottrina e cultura. |
| 51   | Bernabò Griffi              | 1364 - 1378                               | Domenicano come il suo predecessore, nel 1365 tiene un Sinodo a Sarzana, il terzo della diocesi, per rinnovare il governo della chiesa locale e ristabilire i costumi retti ed i diritto nel clero. Nel 1368 approvò i nuovi statuti del capitolo della cattedrale. |
| 52   | Beato Giacomo Campano       | 1378 - 1380                               | Senese, anch'esso domenicano, già arcivescovo di Trani, rinunciò dopo due anni all'episcopato per tornare a Siena dove morì lo stesso anno. Profondo conoscitore della teologia e delle materie ecclesiastiche, fu uomo di profondo zelo, tale da meritare la beatificazione. |
| 53   | Beato Giacomo Piccolomini   | 1380 - 1383                               | Senese, della famiglia Piccolomini, era frate dell'Ordine dei Minori di San Francesco, venne eletto dal capitolo della cattedrale su suggerimento del predecessore. Tre anni dopo fu inviato da papa Urbano VI come nunzio apostolico a Milano, dove morì. |
| 54   | Gerardo Pasqualoni          | 1384 - 1385                               | Frate francescano, venne eletto dal capitolo della cattedrale e confermato da papa Urbano VI. Il suo episcopato fu angustiato da lotte feudali con Isnardo e Azzolino II Malaspina, marchesi di Verrucola a cui Carlo IV aveva rinnovato privilegi e pedaggi concessi al loro avo Guglielmo ai tempi di Federico II e del vescovo Norandino. Bernabò Visconti, nella sua politica espansionistica lungo il Magra e la Lunigiana, si stava appropriando di beni e diritti episcopali, oltre ad appoggiare i cittadini di Carrara, che si erano emancipati dal dominio vescovile per farsi suoi sudditi. |
| 55   | Francesco Lante             | 1386 - 1390                               | Monaco francescano di origine pisana, nel 1388 riformò gli statuti del capitolo della cattedrale, dirimendo definitivamente un'antica lite tra questo e il comune di Sarzana; venne trasferito a Brescia. |
| 56   | Martino de Ferrari          | 1390 - 1394                               | Già superiore generale degli Agostiniani, venne destinato alla diocesi di Luni da papa Bonifacio IX: tentò, per come poté, di contrastare Gian Galeazzo Visconti, anche signore di Carrara, difendendo i propri diritti. |
| 57   | Giovanni Montino            | 1394 - 1406                               | Probabilmente di Lerici, venne designato da papa Bonifacio IX: come i suoi predecessori ebbe notevoli contrasti con il capitolo della cattedrale, che cercò di risanare modificandone gli statuti nel 1396 e nel 1406. |
| 58   | Giacomo de' Rossi           | 1407 - 1415                               | Parmigiano, già vescovo di Verona, venne trasferito a Luni da papa Innocenzo VII: negli anni dello Scisma d'Occidente si mantenne fedele al papa legittimo e prestò giuramento a papa Gregorio XII: per questo l'antipapa Benedetto XIII mandò nella stessa diocesi, come amministratore apostolico, il lunense Aragonio Malaspina, che elevò alla dignità vescovile. L'antipapa Giovanni XXIII, per sanare la situazione, trasferì alla sede di Napoli il vescovo Giacomo de Rossi e a Brindisi Aragonio Malaspina |

- Aragonio Malaspina: amministratore apostolico (1407 - 1415).

| n° | Nome               | Periodo     | Eventi principali durante il suo ministero |
| -- | ------------------ | ----------- | --- |
| 59 | Francesco Manfredi | 1415 - 1465 | Nobile lucchese, cancelliere della Repubblica di Lucca e sostenitore di Paolo Guinigi, signore della città, in pochi anni concentrò su di sé molteplici benefici ecclesiastici divisi tra la diocesi natia e quella lunense. Creato "cameriere segreto" dall'antipapa Giovanni XXIII, da questi fu destinato a Luni al posto di Giacomo de Rossi, e ivi confermato da papa Martino V dopo il concilio di Costanza. Sotto il suo episcopato il sarzanese Tommaso Parentuccelli diveniva papa Niccolò V nel 1447 e alcuni anni dopo, con la bolla Romanus Pontifex di papa Paolo II, veniva sancito il definitivo trasferimento della sede diocesana dalla oramai pressoché scomparsa Luni a Sarzana (che otteneva il titolo di città), ed il cambio di nome della diocesi. |

### Vescovi di Luni-Sarzana (1465 - 1820)
| n° | Nome                          | Periodo                          | Eventi principali durante il suo ministero |
| -- | ----------------------------- | -------------------------------- | --- |
| 59 | Francesco Manfredi            | 1465 - 1469                      | Primo vescovo della diocesi con nuovo nome, impiegò gli ultimi quattro anni della sua vita a compiere lavori di sistemazione della città di Pontremoli, dove aveva quasi sempre vissuto, in mancanza di una sede legittima ed ufficiale a Sarzana. |
| 60 | Antonio Maria Parentuccelli   | 1469 - 1485                      | Cugino di Niccolò V e anch'esso sarzanese, venne nominato da Paolo II: tenne tra il 1470 e l'anno seguente il quarto sinodo diocesano i cui atti, conservati nella Biblioteca Estense di Modena, furono pubblicati da Giovanni Sforza (storico). Terminata la costruzione della Curia Vescovile, fu il primo vescovo che si poté insediare nel capoluogo della diocesi probabilmente dal tempo del Vescovo Odelberto, nel X secolo. |
| 61 | Tommaso Benetti               | 1486 - 1497                      | Nato a Lerici, venne creato vescovo da papa Innocenzo VIII: uomo di profonda cultura, ottenne che il Papa convalidasse e dichiarasse autentico Codice Pelavicino, liber jurum della chiesa lunense e fece stampare a Pisa le Costituzioni Diocesane redatte dal Vescovo di Luni Bernabò Griffi un secolo prima. Nel 1490 riconsacrò la Pieve di Carrara dopo i lavori d'ampliamento durati due secoli e sette anni dopo rinunciò in favore del nipote alla potestà vescovile. Fu eletto vescovo titolare Libariensis |
| 62 | Silvestro Benetti             | 1497 - 1537                      | Vicario coadiutore dello zio, fu creato vescovo da papa Alessandro VI e durante il suo ministero procedette all'alienazione di molti beni diocesani. |
| 63 | Giovanni Francesco Pogliasca  | 1537 - 1561                      | Nominato da papa Paolo III, già Referendario Apostolico e preposto all'Ospizio di Santo Spirito in Sassia, accolse Paolo III alla Spezia al suo ritorno da Nizza, dove aveva fatto da mediatore tra Carlo V e Francesco I di Francia. |
| 64 | Simone Pasqua di Negro        | 1561 - 1565                      | Nobile genovese, creato vescovo da papa Pio IV e successivamente anche cardinale, non mise mai piede nella diocesi, che resse tramite un vicario, impegnato com'era a partecipare al Concilio di Trento, di cui sottoscrisse le costituzioni. |
| 65 | Benedetto Lomellini           | 7 settembre 1565 - 17 marzo 1572 | Conciliarista, amico di Carlo Borromeo e del cardinale Carafa, futuro papa Paolo IV, ad essi si ispirò nel rinnovare la diocesi, indicendo il quinto sinodo per provvedere alla vita morale del clero e per indirizzare i fedeli a vivere correttamente. Il 17 marzo 1572 fu trasferito alla Anagni. |
| 66 | Giovanni Battista Bracelli    | 1572 - 1590                      | Vescovo zelante e devoto, frenato solo dalla scarsa salute, si scontrò come i suoi predecessori con le pretese del Capitolo della Cattedrale, che debellò. Durante il suo episcopato venne tenuta una visita pastorale nella diocesi, la cui relazione è basilare per il censimento degli edifici religiosi presenti all'epoca. |
| 67 | Giovanni Battista Salvago     | 1590 - 1632                      | Pastore attivissimo e solerte, compì quattro visite pastorali nella sua diocesi, ognuna seguita da un sinodo diocesano. Attivo propugnatore del modello di chiesa scaturita dal Concilio di Trento, si impegnò e riuscì ad erigere il Seminario diocesano a Sarzana. |
| 68 | Giovanni Domenico Spinola     | 1632 - 1636                      | Genovese, venne creato vescovo di Luni-Sarzana pur ricoprendo la carica di arcivescovo di Acerenza: per le sue doti intellettuali e umane papa Urbano VIII lo nominò cardinale e poco dopo lo spostò alla diocesi di Mazara del Vallo, dove morì nel 1649. Fu l'ultimo vescovo della Diocesi ad essere anche cardinale. |
| 69 | Prospero Spinola              | 1637 - 1664                      | Creato vescovo da papa Urbano VIII. Dottore in sacra teologia, fu un pastore attento e caritatevole: destinò i proventi della mensa episcopale ai poveri e ampliò il seminario locale. Nel 1642 indisse l'undicesimo sinodo diocesano. |
| 70 | Giovanni Battista Spinola     | 1665 - 1694                      | Venne nominato vescovo da papa Alessandro VII e indisse nel 1674 il dodicesimo sinodo diocesano. Nel 1686 venne creato visitatore apostolico per la Corsica da papa Innocenzo XI, che successivamente lo promosse arcivescovo di Genova, dove morì nel 1705. Durante il suo episcopato il 29 agosto 1693 vennero ritrovate, durante la ricostruzione della chiesa di San Terenzo Monti, le reliquie del vescovo lunense San Terenzo, morto martire nella prima metà del VII secolo. |
| 71 | Giovanni Girolamo Naselli     | 1695 - 1708                      | Papa Innocenzo XII lo trasferì dalla sede vescovile di Ventimiglia a Luni, dove indisse nel 1702 il tredicesimo sinodo diocesano e due anni dopo partecipò alla ricognizione delle spoglie di San Terenzo. Uomo di grande fede, pio e molto zelante, si impegnò fortemente per restaurare il culto liturgico e la disciplina del clero. Sotto il suo episcopato, nel 1699, Innocenzo XII fece erigere la Chiesa Collegiata di Pontremoli. |
| 72 | Ambrogio Spinola              | 1710 - 1727                      | Membro della Congregazione dei Chierici Regolari di San Paolo, come il suo predecessore venne trasferito alla diocesi di Luni-Sarzana da quella di Ventimiglia da papa Clemente XI. Indisse il quattordicesimo sinodo diocesano e scrisse una biografia di Maria Caterina Brondi, vergine sarzanese morta in odore di santità. |
| 73 | Giovanni Girolamo della Torre | 1727-1757                        | Nipote del suo predecessore, apparteneva alla stessa congregazione e ne era stato coadiutore fin dal 1726 per concessione di papa Benedetto XIII. Morto lo zio gli successe, distinguendosi per carità e zelo nella riforma della disciplina e dei costumi ecclesiastici, facendo per questo venire nella diocesi i Missionari di San Vincenzo de' Paoli. I suoi rapporti con i Canonici della Cattedrale furono talmente aspri da indurlo a dimorare lungamente presso la Collegiata di San Pietro a Massa. Nel 1755 estese a tutte le parrocchie della diocesi il culto di San Terenzo.                                                                                         |
| 74 | Giulio Cesare Lomellini       | 1757 - 1791                      | Membro dei Chierici regolari minori, fu nominato da papa Benedetto XIV alla sede di Luni-Sarzana, dove si distinse per la sua cura nei confronti del clero, obbligandolo a tenere adunanze mensili -o classi- dove spiegare i casi di coscienza e ampliando e migliorando il locale seminario, lottando contro ingerenze giuseppinistiche dell'autorità civile. Il 12 ottobre 1770 pose fine alla secolare giurisdizione dei Canonici lateranensi sul Duomo di Carrara, successivamente eretto in Propositura e Collegiata Insigne. Subì lo smembramento della diocesi in favore di quella di Pontremoli perdendo 125 parrocchie della Lunigiana oltre al vicariato di Seravezza. |
| 75 | Francesco Maria Gentili       | 1791 - 1795                      | Nobile genovese, venne creato vescovo di Brugnato da papa Clemente XIII nel 1767, per essere spostato quasi venticinque anni dopo a Luni-Sarzana, ma, malandato in salute, si ritirò pochi anni dopo. |
| 76 | Vincenzo Maria Maggioli       | 1795 - 1804                      | Domenicano, venne destinato a Luni-Sarzana da papa Pio VI a questa sede, ma dopo appena due anni, il 22 maggio 1797 in seguito alla rivoluzione a Genova e all'occupazione giacobina, fuggì prima a Massa e poi in varie città italiane, inseguito e con un ordine di arresto sul capo, essendo stato dichiarato nemico dello Stato. Rinunciò alla diocesi nel 1804 e, con il ritorno del Papa a Roma, gli venne affidata la diocesi di Savona. |
| 77 | Giulio Cesare Pallavicini     | 1804 - 1819                      | Nominato vescovo da papa Pio VII, prese possesso ufficialmente della diocesi nel 1805 e nove anni dopo ebbe l'onore di ospitare il Papa al ritorno dalla sua prigionia a Fontainebleau. Con la Restaurazione si impegnò molto alacremente a ristabilire gli antichi diritti e costumi di prima dell'epoca giacobina. |

### Vescovi della Diocesi di Luni-Sarzana e di Brugnato (1820 - 1929)
| n° | Nome                 | Periodo     | Eventi principali durante il suo ministero |
| -- | -------------------- | ----------- | --- |
| 78 | Pio Luigi Scarabelli | 1820 - 1837 | Nato nel 1755 a Castelnuovo Scrivia, apparteneva ai Padri lazzaristi e su segnalazione dell'arcivescovo di Genova Luigi Lambruschini venne creato il 2 ottobre 1820 vescovo di Luni-Sarzana e poi di Brugnato, diocesi unita per sopperire alla privazione di centinaia di parrocchie dovute alla creazione delle diocesi di Pontremoli e di Massa. Pur colpito da invalidante emiplegia nel 1823, curò la vita spirituale dei sacerdoti con una nuova regolamentazione delle classi mensili, ingrandì il seminario di Brugnato e pubblicò un catechismo diocesano per i fanciulli. Chiese ed ottenne nel 1836 di essere sollevato dall'incarico per l'aggravarsi del suo stato di salute, morendo nel 1843 a Sarzana, nella cui cattedrale venne sepolto. |
| 79 | Francesco Agnini     | 1837 - 1853 | Nato nel 1781 a Genova, fu dottore in utroque iure, Preside del Collegio di Teologia e membro di quello di Legge nell'università genovese. Per meriti pastorali e scientifici fu creato Cavaliere dell'Ordine dei Santi Maurizio e Lazzaro e da papa Gregorio XVI vescovo di Luni-Sarzana e di Brugnato, di cui prese possesso nel settembre 1837 e che governò in maniera pacata e tollerante. |

In seguito ai dissidi tra il Regno di Sardegna e la Santa Sede i vescovati di Luni-Sarzana e quello di Brugnato rimasero vacanti per circa quattordici anni. Nel 1854 e l'anno successivo le due diocesi persero svariate parrocchie in favore delle vicine Massa e Pontremoli.
- Luigi Viani (1853 - 1865): vicario capitolare di Luni-Sarzana
- Luigi Podestà (1865 - 1867): vicario capitolare di Luni-Sarzana
- Pasquale Martelli (1853 - 1867): vicario capitolare di Brugnato

| n° | Nome              | Periodo     | Eventi principali durante il suo ministero |
| -- | ----------------- | ----------- | --- |
| 80 | Giuseppe Rosati   | 1867 - 1881 | Nato a Siena nel 1803, studiò e fece carriera curiale ad Arezzo, di cui dal 1862 fu vicario capitolare della diocesi, vacante, che lasciò perché eletto Vescovo di Luni-Sarzana e di Brugnato. Durante il suo episcopato trasformò il seminario di Brugnato in collegio (affittandolo per nove anni al comune), compì svariate visite episcopali nella diocesi, lasciando una corposa relazione di oltre duemila pagine in latino, e resse con mitezza la diocesi negli anni successivi all'unità d'Italia. |
| 81 | Giacinto Rossi    | 1881 - 1899 | Nato a Diano Serretta presso Albenga nel 1826, a diciotto anni si fece domenicano, divenendo in seguito Maestro in Sacra Teologia: per la sua cultura e la sua dottrina papa Leone XIII lo nominò membro della appena creata Pontificia accademia di San Tommaso d'Aquino e in seguitò lo trasferì alla diocesi di Luni-Sarzana e di Brugnato. Visitò spesso le sue diocesi, erigendo nuove parrocchie alla Spezia, che si andava ingrandendo, favorì la stampa e le associazioni cattoliche. Scaduta la locazione con il comune di Brugnato riprese in mano il locale seminario ed ampliò di un piano quello di Sarzana, dotandolo anche di un osservatorio meteorologico. Nel 1887 indisse un sinodo (quindicesimo della diocesi lunense, settimo di quella di Brugnato) interdiocesano, il primo del genere. |
| 82 | Giovanni Carli    | 1899 - 1921 | Nato presso Ventimiglia nel 1844 dopo un brillante cursus curiale venne creato nel 1898 vescovo titolare di Proconneso per essere ausiliare all'arcivescovo di Genova e l'anno dopo fu promosso a vescovo di Luni-Sarzana e di Brugnato. Accolse nel collegio vescovile di Brugnato i profughi friulani e veneti travolti dal disastro di Caporetto e, dopo il terremoto del settembre 1920 che produsse danni e morte in Lunigiana e Garfagnana, lesionando anche antiche chiese e gli stessi seminari, si impegnò per riparare prima possibile ai danni, ma morì poco dopo, il 21 gennaio 1921. Curò l'assetto pastorale della diocesi creando anche due nuove parrocchie alla Spezia |
| 83 | Bernardo Pizzorno | 1921 - 1926 | Nato a Casanova di Varazze nel 1861 presso Savona, di questa Cattedrale fu canonico e poi vicario generale della diocesi di Savona-Noli. Nel 1909 fu vescovo titolare di Comana Pontica, nel 1911 vescovo di Crema, a cui rinunciò tre anni dopo per motivi di salute. Dal 1914 vescovo titolare di Flaviopoli, divenne vescovo di Luni-Sarzana e Brugnato nel 1921, dove promosse l'Azione Cattolica, si sforzò di restaurare ciò che era stato danneggiato dal recente terremoto, cercando di ottenere sovvenzioni governative. Cagionevole di salute, si ammalò nell'estate del 1926, durante una visita pastorale, e morì poco dopo, il 6 agosto. |

- Giovanni Costantini (1927 - 1929): amministratore apostolico

### Vescovi di Luni, ossia La Spezia, Sarzana e Brugnato (1929 - 1975)
| n° | Nome                | Periodo     | Eventi principali durante il suo ministero |
| -- | ------------------- | ----------- | --- |
| 84 | Giovanni Costantini | 1929 - 1943 | Nato nel 1880, si laureò in filosofia e teologia, che poi insegnò insieme ad apologetica, storia dell'arte, patrologia ed arte sacra. Nel 1924 gli fu affidata la cattedra di architettura sacra all'Università di Venezia. Papa Pio XI lo nominò prima Protonotario Apostolico e poi amministratore apostolico della diocesi di Luni-Sarzana e Brugnato, perché ne riordinasse l'assetto geo-pastorale, amministrativo e affrettasse la nascita della nuova diocesi di Luni, ossia La Spezia, di cui fu primo vescovo. Creò diciotto nuove parrocchie, curò con diligenza i due seminari diocesani, individuò e procurò i terreni per far sorgere la Cattedrale ed il nuovo seminario alla Spezia, dove tenne un sinodo diocesano. Fu amministratore apostolico della diocesi di Massa dal 1933 al 1934. Il 26 luglio 1943 fu chiamato da papa Pio XII a presiedere la Pontificia commissione centrale per l'arte sacra in Italia. |

- Giuseppe Stella: amministratore apostolico (13 novembre 1943 - 7 settembre 1945)

| n° | Nome            | Periodo     | Eventi principali durante il suo ministero |
| -- | --------------- | ----------- | --- |
| 85 | Giuseppe Stella | 1945 - 1975 | Nato presso Padova nel 1898, nel 1925 divenne rettore del Collegio vescovile di Este e nel 1937 presidente della Giunta dell'Azione Cattolica locale. Nominato amministratore apostolico della diocesi di Luni, ossia La Spezia, Sarzana e Brugnato, ne prese possesso solo nel febbraio del 1944 a causa della guerra in atto, durante la quale svolse in modo encomiabile la sua funzione, resa ancor più rischiosa dalla vicinanza della diocesi per la prossimità alla Linea Gotica. Divenuto vescovo fu protagonista della rinascita della Spezia, erigendo nuove parrocchie e portando a compimento la costruzione della cattedrale. La sua diocesi, dopo vari mutamenti di confine, perse il millenario titolo di Luni il 4 agosto 1975 e, un mese dopo, per limiti d'età, Mons. Stella si ritirò dal seggio episcopale, morendo nel 1989 a Lerici. |

### Vescovi titolari di Luni (dal 1975)
- Vincenzo Zarri (24 maggio 1976 - 9 aprile 1988 nominato vescovo di Forlì-Bertinoro)
- Ján Sokol (19 maggio 1988 - 26 luglio 1989 nominato arcivescovo di Trnava)
- Edward Nowak, dal 24 febbraio 1990